# La cuisine
『La cuisine』（ラ・キュイジーヌ）は、フジテレビほかで放送された深夜ドラマ。フジテレビでは1992年10月5日から1993年3月22日まで『JOCX-MIDNIGHT』枠で放送。東海テレビでは1992年10月23日から『スーパーフライデー25』枠で放送された。サントリーの一社提供番組。

## 概要
毎回ひとつの料理をテーマにしたオムニバスドラマで、それらが織り成す人間模様を放送していた。1時間のスペシャルも2回制作され、いずれも若手だった頃の岩井俊二が脚本演出を手がけていた。

## サブタイトル
| 回     | 放送日         | サブタイトル                  | 脚本              | 監督           | 主演                  |
| ------ | -------------- | ----------------------------- | ----------------- | -------------- | --------------------- |
| 第1話  | 1992年10月6日  | お雑煮                        | 輿水泰弘          | 下山天         | 酒井敏也              |
| 第2話  | 1992年10月13日 | にぎり                        | 及川あたる        | 及川あたる     | 田辺誠一              |
| 第3話  | 1992年10月20日 | オムレツ                      | 岩井俊二          | 岩井俊二       | 高田純次 山崎裕太     |
| 第4話  | 1992年10月27日 | 栗ごはん                      | 八代眞奈美        | 八代啓         |                       |
| 第5話  | 1992年11月3日  | Yakitori                      | 輿水泰弘          | 下山天         | 広田玲央名            |
| 第6話  | 1992年11月10日 | すきやき                      | 加納佳代          | 鈴木拓彦       | 中村久美              |
| 第7話  | 1992年11月17日 | 鯵のたたき                    | 川上英幸          | 磯村一路       | 渡辺哲                |
| 第8話  | 1992年11月24日 | きのこ鍋                      | 輿水泰弘          | 石井圭         |                       |
| 第9話  | 1992年12月1日  | 給食カレー                    | 高橋周二          | 高原秀和       | 滝本ゆに              |
| 第10話 | 1992年12月8日  | クリスマスケーキ              | 松尾スズキ        | 岩松了         | 十勝花子              |
| 第11話 | 1992年12月15日 | 冷ややっこ                    | 藤田昌裕          | 猪股敏郎       | 川原和久 寺田玲       |
| 第12話 | 1992年12月22日 | Xmas Special 「GHOST SOUP」   | 岩井俊二          | 岩井俊二       | 渡浩行 鈴木蘭々       |
| 第13話 | 1992年12月27日 | 親子丼                        | 川上英幸          | 高原秀和       | 光石研                |
| 第14話 | 1993年1月5日   | もりそば                      | 加納佳代          | 関根和美       | 柳家小さん            |
| 第15話 | 1993年1月12日  | 天津甘栗                      | 中瀬梨香          | 河野章         | 蛭子能収              |
| 第16話 | 1993年1月19日  | 寄せ鍋                        | 輿水泰弘          | 下山天         | 山崎一                |
| 第17話 | 1993年1月26日  | 鴨のオレンジソース            | 中島敏子 輿水泰弘 | 下山天         | 黒田福美 石井愃一     |
| 第18話 | 1993年2月2日   | プディング                    | キム・テグワン    | キム・テグワン | 田口トモロヲ 戸浦六宏 |
| 第19話 | 1993年2月9日   | 鰻                            | 早川和良 加納佳代 | 早川和良       | 中村れい子 田辺誠一   |
| 第20話 | 1993年2月16日  | おにぎり                      | 中瀬梨香          | 水樹晶         | 夏川結衣              |
| 第21話 | 1993年3月2日   | ラーメン                      | 東一文            | 下山天         | 清水健太郎            |
| 第22話 | 1993年3月9日   | トム・ヤム・クン              | 中瀬梨香          | 山本泰彦       | 松澤一之              |
| 第23話 | 1993年3月16日  | ピビンパ                      | 鄭義信            | 高原宏和       | 笹本昌幸              |
| 第24話 | 1993年3月23日  | Special 「FRIED DRAGON FISH」 | 岩井俊二          | 岩井俊二       | 浅野忠信 芳本美代子   |

## スタッフ
- 企画：小川晋一（フジテレビ）、石原隆（フジテレビ）
- 音楽：土井宏紀
- 編集：BAYSIDE STUDIO
- EED：茶圓一郎
- 広報：高橋正秀（フジテレビ）
- プロデューサー：原田泉、松本朋丈
- 制作：フジテレビ、ザ・ドラマチック・カンパニー